# Central Tejo (conjunto arquitetónico)
O conjunto arquitectónico da Central Tejo, após as sucessivas transformações e ampliações ao longo dos anos, ainda se mantém num perfeito estado de conservação. Trata-se de um grande complexo fabril da primeira metade do século XX, reaproveitado para fins museológicos. O seu revestimento exterior a tijolo, elemento unificador do conjunto, destaca-o de todos os outros edifícios envolventes e confere-lhe uma estética muito própria. É, no entanto, no seu interior, que se encontra uma estrutura de ferro que suporta todo o edifício - o verdadeiro esqueleto da Central Tejo.

## Primitiva Central Tejo
Antes do actual conjunto industrial, existia no mesmo local uma pequena “fábrica de electricidade”, a primitiva Central Tejo, popularmente chamada Central da Junqueira, dada a proximidade à rua com o mesmo nome. Nada resta desse edifício, construído em 1909, baseado no projecto do Engenheiro Lucien Neu e com execução arquitectónica de Charles Vieillard e Fernand Touzet. Possuía uma estética claramente modernista e uma decoração localizada, principalmente, nas suas fachadas norte e sul. Do lado ocidental do edifício principal, existiam ainda três naves industriais que alojavam as caldeiras. Desta antiga central destacavam-se as esbeltas chaminés, uma em tijolo e outra em ferro, com forma tronco-cónica invertida.
As fachadas norte e sul da nave principal, onde se encontravam os geradores, estavam decoradas à semelhança de outras estruturas da arquitectura do ferro, como estações de comboios e mercados, com influências do modernismo, que tinha chegado recentemente a Portugal. Eram divididas em três secções, separadas por pilastras, pequenos frisos dentados que as percorriam horizontalmente e, encimando o conjunto, um grande frontão quebrado.
As secções laterais apresentavam dois vãos: o inferior encimado por um lintel, e o superior rematado por um arco rebaixado. A secção central, maior que as laterais, destacava-se pelo seu grande vão que percorria a fachada desde a base até ao topo, entrando mesmo pelo frontão e obrigando-o a elevar-se. No alfiz do arco de volta perfeita, gravado a azulejo, podia ler-se: “1909 / Cªs Reunidas de Gaz e Electricidade / Estação Eléctrica Central Tejo”
Do final do século XIX, são as naves industriais da antiga refinaria de açúcar situada junto à central, propriedade da Companhia de Açúcar de Moçambique. Estas foram adquiridas aquando do início de demolição da primitiva Central Tejo.
Trata-se de uma pequena fábrica, sem grande ornamentação, mas com uma forma muito característica. É composta por duas naves longitudinais, com cobertura em forma de serra, uma espécie de torre central que funcionava como silo e quatro naves transversais na parte ocidental, cobertas com telhado de duas águas. Todos os vãos estão protegidos por uma moldura feita em tijolo e são rematados por um arco rebaixado

## Actual Central Tejo

### Fase de Baixa Pressão
O início da construção do Edifício de Baixa Pressão deu-se em meados da década de 1910, ainda que diversas ampliações tenham sido feitas até 1930. A sua construção é marcada pelo Modernismo. Possui uma estrutura em ferro e está revestido com o característico tijolo, que virá a ser utilizado também no Edifício de Alta Pressão.
A antiga Sala das Caldeiras é composta por quatro naves industriais, três delas iguais e a quarta de maiores dimensões, cobertas por telhados de duas águas, que criam um único espaço diáfano no seu interior. Do lado oriental, e colocadas transversalmente a estas, existem outras duas naves que seguem a mesma estética modernista, ainda que a mais afastada, ou seja, o edifício da subestação, não tenha um telhado de duas águas.
As suas fachadas relativamente baixas destacam-se pelas suas grandes janelas verticais, rematadas com arcos de volta perfeita. Sobre elas, uma espécie de frontão com bordas realçadas e com um lintel fecha-se o espaço. Por debaixo de tudo isto, uma base lisa na qual não se vê o tijolo, decorada com molduras de arcos rebaixados simulando aberturas (algumas delas são realmente vãos), “suporta” todo o resto da fachada.
A fachada da Sala das Máquinas merece uma atenção especial. De todas, é a que apresenta aspectos e motivos decorativos mais modernistas, talvez por estar virada ao rio (no lado sul) e à cidade (no norte), sem no entanto destoar da estética do conjunto. Na sua base encontramos algumas diferenças em relação às outras fachadas, a parede é revestida a pedra lavrada à excepção das camadas inferiores que se encontram no estado tosco e sobre as aberturas em arco, remata uma chave.
Já ao nível do revestimento a tijolo, também se apresentam três grandes janelões terminados em arcos de volta perfeita, sendo o central um pouco maior, e uma moldura contínua, com uma chave no topo dos arcos, que atravessa toda a fachada até às laterais do edifício. O topo da fachada, formado também por um frontão quebrado, apresenta molduras decorativas, feitas com tijolo, simulando arcos lombardos. Nos extremos da fachada, pilastras que nascem na sua base, erguem-se até ao frontão, lembrando duas pequenas torres nas fachadas eclesiásticas.
As fachadas longitudinais apresentam uma composição harmónica, com uma divisão em três áreas separadas por grandes pilastras; em cada uma dessas áreas existem três janelões verticais, ornamentados com uma moldura corrida que atravessa toda a lateral. Sobre cada um destes janelões existe uma janela quadrada, numa espécie de friso que encima a lateral do edifício.

### Fase de Alta Pressão
No Edifício da Alta Pressão, os motivos decorativos são diferentes dos da Baixa Pressão, onde as influências classicistas, ganham altura e monumentalidade; ainda assim, repete a mesma estética de revestimento a tijolo. No interior, com semelhança ao que acontece na Sala das Caldeiras de Baixa Pressão, a placa que divide os Cinzeiros das Caldeiras está coberta com abobadilhas paralelas de meio vão, sendo a única diferença entre ambas o facto de na Baixa Pressão estas serem de cerâmica e, na Alta Pressão, de Betão armado.
O edifício foi construído na década de 40, com influências clássicas dos palácios renascentistas, reflexo fiel da época e do contexto autoritário que se vivia então em Portugal.
A sua estrutura é uma autêntica obra de engenharia; uma obra da arquitectura do ferro, sem paralelo em Lisboa, que suporta não só todo o revestimento a tijolo como também as caldeiras, as chaminés e o depósito de água, situado no topo do edifício.
Esteticamente, a fachada segue os modelos de um palácio do renascimento, apresentando-se dividido em base, pilastras e entablamento. O corpo principal apresenta grandes janelões que terminam em arcos de volta perfeita com chave central e contornados por uma moldura que percorre toda a fachada; entre eles encontram-se grandes pilastras que atravessam toda a fachada, desde o fundo da base ao topo do entablamento.
O entablamento superior apresenta dois frisos independentes. O inferior encontra-se decorado com caixotões cegos, marcados por molduras; o superior apresenta a mesma organização, mas com os espaços delineados pelas molduras concretizados em janelas.
Na parte mais próxima do Edifício de Baixa Pressão, sobressai uma pequena torre e, acima de tudo o resto no conjunto, as quatro chaminés das caldeiras de Alta Pressão e todo o mecanismo de extracção de fumos e aproveitamento de ar, na base destas.
Assim, a Central Tejo destaca-se de todos os edifícios ao seu redor, não só devido à sua monumentalidade e tamanho mas também pela sua estética ornamental a tijolo, que chega mesmo a tornar difícil acreditar que, em tempos, foi uma fábrica de electricidade.